# ایتان ای. براون

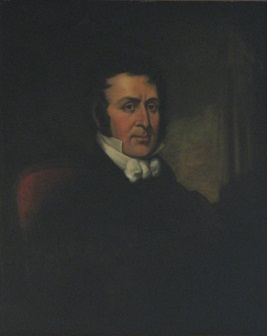
طرح‌نگارهٔ ایتان ای. براون، سناتور اسبق آمریکایی

ایتان ای. براون (به انگلیسی: Ethan A. Brown) سناتور سابق عضو حزب دموکرات-جمهوری‌خواه بود. او در سال ۱۸۲۲ تا ۱۸۲۴ و ۱۸۲۴ تا ۱۸۲۵ میلادی سناتور ایالت اوهایو در سنای ایالات متحده آمریکا بود.